# Lee Know
 (janvier 2025).
Pour l'acteur sud-coréen, voir Lee Min-ho.
Lee Min-ho (hangeul: 이민호), né le 25 octobre 1998 à Gimpo et connu sous le nom de scène Lee Know (리노), est un chanteur, danseur et auteur-compositeur-interprète sud-coréen. Il est membre du groupe sud-coréen Stray Kids.  

## Biographie
Lee Min-ho est né le 25 octobre 1998 à Gimpo en Corée du Sud. Il a étudié au lycée technique Gimpo Jeil. Avant de rejoindre le groupe Stray Kids, Lee Know a participé comme danseur à plusieurs promotions d’album et performances du groupe BTS de leur promotion de ‘Fire’ jusqu’à celles de ‘Not Today’ et ‘Spring Day’. 
Lee Know est le Danseur Principal de Stray Kids. Puisqu'il est danseur professionnel, il se fait souvent remarquer pour sa technique. Sa spécialité est le hip hop, et les fans désignent souvent la chanson "Easy" comme la meilleure expression de son style. Ce dernier se démarque par sa précision chirurgicale dans le contrôle du corps et sa fluidité de mouvements. Les fans lui attribuent parfois le rôle non officiel de "leader en danse", puisqu'il participe aux chorégraphies et aide les autres membres du groupe à réaliser correctement les pas. Il apprenait parfois aux fans des pas de chorégraphies pendant ses directs sur VLIVE. Il possède trois ceintures noires 2e dan en taekwondo, hapkido et arts martiaux.

### Voix
En chant, il est connu pour son falsetto, qu'il utilise dans les chansons Levanter, SLUMP ou TASTE. À l'inverse, sa voix devient plus rude et éraillée pendant ses parties de rap. Dans la distribution des lignes, certains fans ont noté qu'il possédait moins de lignes que les autres, en particulier pour la chanson God's Menu. Puisqu'il est sous vocaliste et rappeur, il se voit très souvent attribuer quelques mots percutants de chant ou de rap qui coupent un couplet ou un refrain chanté par un autre membre, pour soutenir le rythme de la chanson. Il fait aussi souvent une moitié de pont et de pré-refrain. Sa voix est la plus forte du groupe.

### Divers
En novembre 2023, il a participé à la campagne « Love Your W » de W Korea pour sensibiliser au cancer du sein.
Le 29 février 2024, il a été annoncé que Lee Know avait fait don de 100 millions de wons au projet « Global Hunger Crisis Response » de World Vision pour aider les enfants à faire face aux pénuries alimentaires dans les pays les plus pauvres, et a été nommé membre du club des donateurs « Bob Pierce »
Lee Know a été animateur de l'émission Musicale Coréenne " Show! Music Core" de Aout 2021 à Novembre 2023.

## Discographie

### Collaborations (et chansons solo)
- 2020 : Wow avec Hyunjin et Felix
- 2021 : Surfin' avec Changbin et Felix
- 2022 : Waiting For Us avec Bangchan, Seungmin et I.N
- 2022 : TASTE avec Hyunjin et Felix
- 2022 : Limbo
- 2022 : Drive avec Bangchan
- 2023 : Want So Bad avec Han
- 2024 : Youth
- 2025 : CINEMA avec Seungmin